# Франсуа-Бернар Маш
Франсуа-Бернар Маш (фр. François-Bernard Mâche, народився 4 квітня 1935, Клермон-Ферран) — французький композитор сучасної музики. 
Він був студентом Еміля Пассані і Олів'є Мессіана, також мав освіту з грецької археології (1957) та освіту викладача (1958). Він писав електроакустичну, оркестрову, камерну, хорову, вокальну і фортепіанну музику. Він є членом Академії витончених мистецтв з 2002 року.
Його робота Musique, mythe, nature, ou les Dauphins d'Arion («Музика, міфи, природа або дельфіни Аріона», 1983, ISBN 3718653214), в якій він звертається до міфології, включає дослідження з зоомузикології, точніше орнітомузикології, засновуючись на роботах Ніколя Руве Language, musique, poésie (1972), і показує, що спів птахів організований згідно з музичним принципом півторення-трансформації.

## Ресурси Інтеренту
- Living François-Bernard Mâche Composers Project
- Xenakis, Reynolds, Lansky, and Mâche Delphi Computer Music Conference/Festival, 1992